# Азар (месяц)
Азар (перс. آذر‎) — девятый месяц иранского календаря, состоит из 30 дней. В григорианском календаре соответствует 22 ноября — 21 декабря.

## Этимология
Большая часть месяцев в иранском календаре носят имена зороастрийских божеств. Название Азар происходит от имени божества огня Атар. 

## Праздники
- 9 азар — Праздник Азарган, праздник имени Азар
- 30 азар — Праздник зимнего солнцестояния, Ялда

## Отмечаемые события и чествования
- 16 азар — День студента